# Maldivas en los Juegos Olímpicos de Tokio 2020
Maldivas estuvo representada en los Juegos Olímpicos de Tokio 2020 por cuatro deportistas, dos hombres y dos mujeres, que compitieron en tres deportes.
Los portadores de la bandera en la ceremonia de apertura fueron el nadador Mubal Azzam Ibrahim y la jugadora de bádminton Fathimath Nabaaha Abdul Razzaq. El equipo olímpico maldivo no obtuvo ninguna medalla en estos Juegos.